# Championnats d'Afrique juniors d'athlétisme 2005
Navigation
Édition précédente Édition suivante
Les Championnats d'Afrique juniors d'athlétisme 2005 sont la septième édition du tournoi biennal d'athlétisme pour les athlètes africains âgés de 19 ans ou moins. Ils se sont déroulés en Tunisie, dans les villes de Tunis et de Radès du 1er au 4 septembre 2005. Au total, quarante-quatre épreuves ont été disputées, vingt-deux pour les hommes et vingt-deux pour les femmes,,,,.
Ces deux même villes ont ensuite accueilli les championnats arabes d'athlétisme 2005, au cours du même mois.
Lors de ces jeux, Mercy Wanjiku remporte à la fois le 3 000 m et le 3 000 m steeple.

## Médaillés

### Femmes
| Épreuve              | Or                                                                    | Or       | Argent                                                                       | Argent   | Bronze                                                                            | Bronze   |
| -------------------- | --------------------------------------------------------------------- | -------- | ---------------------------------------------------------------------------- | -------- | --------------------------------------------------------------------------------- | -------- |
| 100 mètres           | Thandi Mngwevu (RSA)                                                  | 12.08    | Nahed Abid (TUN)                                                             | 12.46    | Félicité Traore (BUR)                                                             | 12.50    |
| 200 mètres           | Nawal El Jack (SUD)                                                   | 24.07    | Arista Hefer (RSA)                                                           | 24.15    | Thandi Mngwevu (RSA)                                                              | 24.72    |
| 400 mètres           | Nawal El Jack (SUD)                                                   | 53.94    | Ndèye Fatou Soumah (SEN)                                                     | 56.33    | Muna Jabir Adam (SUD)                                                             | 58.20    |
| 800 mètres           | Lydia Wafula (KEN)                                                    | 2:02.84  | Muna Jabir Adam (SUD)                                                        | 2:04.24  | Chaltu Girma (ETH)                                                                | 2:04.87  |
| 1500 mètres          | Chahrazad Cheboub (ALG)                                               | 4:17.06  | Bizunesh Urgesa (ETH)                                                        | 4:20.70  | Emebt Etea (ETH)                                                                  | 4:21.23  |
| 3000 mètres          | Mercy Wanjiku (KEN)                                                   | 9:14.89  | Alemitu Abera (ETH)                                                          | 9:15.61  | Beatrice Chebusit (KEN)                                                           | 9:16.36  |
| 5000 mètres          | Beatrice Chebusit (KEN)                                               | 16:04.10 | Esther Chemtai Ndiema (KEN)                                                  | 16:06.13 | Workitu Ayanu (ETH)                                                               | 16:27.58 |
| 100 mètres haies     | Félicité Traore (BUR)                                                 | 14.31    | Christine Ras (RSA)                                                          | 14.38    | Mame Fatou Faye (SEN)                                                             | 14.59    |
| 400 mètres haies     | Nawal El Jack (SUD)                                                   | 59.72    | Mame Fatou Faye (SEN)                                                        | 61.31    | Sondos Idoudi (TUN)                                                               | 62.26    |
| 3000 mètres steeple  | Mercy Wanjiku (KEN)                                                   | 9:50.63  | Mercy Kosgei (KEN)                                                           | 10:09.78 | Muna Durka (SUD)                                                                  | 10:24.39 |
| Relais 4 × 100 m     | Tunisie (TUN) Nahed Abid Hafsia Hmidi Sabra Dhaouadi Amani Khemir     | 48.20    | Soudan (SUD)                                                                 | 48.25    | Burkina Faso (BUR) Félicité Traore Kadidiatou Traoré Worokia Sanou Dorothée Zerbo | 49.01    |
| Relais 4 × 400 m     | Soudan (SUD) Fayza Omer Jomaa Muna Jabir Adam Hind Musa Nawal El Jack | 3:40.24  | Afrique du Sud (RSA) Arista Hefer Thandi Mngwevu Christine Ras Janine Visser | 3:47.39  | Sénégal (SEN) Mame Fatou Faye Marietou Badji Fatoumata Diop Ndèye Fatou Soumah    | 3:48.85  |
| 10 000 mètres marche | Hendrika Botha (RSA)                                                  | 52:15.22 | Bekashign Aynalem (ETH)                                                      | 52:53.94 | Olfa Lafi (TUN)                                                                   | 53:53.19 |
| Saut en hauteur      | Anika Smit (RSA)                                                      | 1.89 m   | Moufida Anine (ALG)                                                          | 1.70 m   | Sabra Ben Saïd (TUN)                                                              | 1.70 m   |
| Saut à la perche     | Nadia Mabrouk (TUN)                                                   | 3.30 m   | Sonia Halliche (ALG)                                                         | 3.20 m   | Vanisha Nemdharry (MRI)                                                           | 3.00 m   |
| Saut en longueur     | Lindi van Dyk (RSA)                                                   | 5.80 m   | Amani Khemir (TUN)                                                           | 5.65 m   | Nahed Abid (TUN)                                                                  | 5.51 m   |
| Triple saut          | Kamilia Sahnoun (ALG)                                                 | 12.89 m  | Mongia Arbi (TUN)                                                            | 12.53 m  | Kadidiatou Traoré (BUR)                                                           | 12.47 m  |
| Lancer du poids      | Marli Knoetze (RSA)                                                   | 16.93 m  | Ghada Ghezal (TUN)                                                           | 12.97 m  | Sara Dardiri (EGY)                                                                | 10.95 m  |
| Lancer du disque     | Marli Knoetze (RSA)                                                   | 46.44 m  | Sara Dardiri (EGY)                                                           | 46.11 m  | Ghada Ghezal (TUN)                                                                | 37.48 m  |
| Lancer du marteau    | Eman Al-Ashry (EGY)                                                   | 54.59 m  | Yasmin Ashraf (EGY)                                                          | 50.76 m  | Khedidja Jallouz (TUN)                                                            | 47.96 m  |
| Lancer du javelot    | Riatha Jacobs (RSA)                                                   | 47.29 m  | Aneen Groenewald (RSA)                                                       | 44.05 m  | Sabiha Mzoughi (TUN)                                                              | 36.24 m  |
| Heptathlon           | Muna Jabir Adam (SUD)                                                 | 4587 pts | Heike Kotze (RSA)                                                            | 4541 pts | Marwa Mohamed Naim (EGY)                                                          | 3972 pts |

### Hommes
| Épreuve              | Or                                                                                           | Or         | Argent                                                                    | Argent   | Bronze                                                                               | Bronze   |
| -------------------- | -------------------------------------------------------------------------------------------- | ---------- | ------------------------------------------------------------------------- | -------- | ------------------------------------------------------------------------------------ | -------- |
| 100 mètres           | Tatenda Gwanzura (ZIM)                                                                       | 10.50      | Wetere Galcha (ETH)                                                       | 10.73    | Ben-Youssef Meïté (CIV)                                                              | 10.74    |
| 200 mètres           | Nagmeldin Ali Abubakr (SUD)                                                                  | 20.95      | Ben-Youssef Meïté (CIV)                                                   | 21.32    | Katim Touré (SEN)                                                                    | 21.59    |
| 400 mètres           | Nagmeldin Ali Abubakr (SUD)                                                                  | 46.09      | Adam Al-Nour (SUD)                                                        | 47.76    | Habtamu Abeje (ETH)                                                                  | 48.01    |
| 800 mètres           | Geoffrey Kipkoech Rono (KEN)                                                                 | 1:47.10    | Samir Khadar (ALG)                                                        | 1:47.86  | Jimmy Adar (UGA)                                                                     | 1:48.79  |
| 1500 mètres          | Geoffrey Kipkoech Rono (KEN)                                                                 | 3:42.76    | Kumsa Adugna (ETH)                                                        | 3:43.72  | Remmy Limo Ndiwa (KEN)                                                               | 3:44.21  |
| 5000 mètres          | Moses Ndiema Masai (KEN)                                                                     | 13:45.15   | Mang'ata Ndiwa (KEN)                                                      | 13:45.37 | Tola Bane (ETH)                                                                      | 13:57.67 |
| 10 000 mètres        | Moses Ndiema Masai (KEN)                                                                     | 28:30.27   | Hosea Macharinyang (KEN)                                                  | 28:41.44 | Ali Abdosh (ETH)                                                                     | 29:24.14 |
| 110 mètres haies     | Ruan de Vries (RSA)                                                                          | 14.12      | Seleke Samake (SEN)                                                       | 14.22    | Lehann Fourie (RSA)                                                                  | 14.23    |
| 400 mètres haies     | Seleke Samake (SEN)                                                                          | 51.32      | Antonio Vieillesse (MRI)                                                  | 51.53    | Johann Hanekom (RSA)                                                                 | 51.86    |
| 3000 mètres steeple  | Willy Komen (KEN)                                                                            | 8:35.82    | Nahom Mesfin Tariku (ETH)                                                 | 8:40.01  | Ezkyas Sisay (ETH)                                                                   | 8:41.21  |
| Relais 4 × 100 m     | Afrique du Sud (RSA) Brendon Elliot Clement Eugene Renoy Tempies Ruan de Vries Lehann Fourie | 40.60      | Sénégal (SEN) Abdourahmane Ndour Katim Touré Famara Cisse Seleke Samake   | 41.13    | Tunisie (TUN) Chouaieb Chelbi Aymen Ben Ahmed Mahmoud Hamdi Mohamed Yassine Trabelsi | 41.51    |
| Relais 4 × 400 m     | Soudan (SUD) Adam Al-Nour Abdel Bashar El-Farzdag Salih Dar Nagmeldin Ali Abubakr            | 3:09.00    | Tunisie (TUN) Yassine Assadi Hichem Saidi Mohamed Sghaier Belgacem Hrichi | 3:12.43  | Sénégal (SEN) Cheikh Ahmed Tidiane Ndiaye Mamadou Hanne Nouha Badji Seleke Samake    | 3:14.43  |
| 10 000 mètres marche | Ali Amrouch (ALG)                                                                            | 45:31.13   | Nourredine Messoussi (TUN)                                                | 45:56.99 | Amine Djerarfaoui (ALG)                                                              | 46:35.25 |
| Saut en hauteur      | Kabelo Kgosiemang (BOT)                                                                      | 2.16 m     | Karim Lotfy (EGY)                                                         | 2.16 m   | Leendert Johannes Haasbroek (RSA)                                                    | 2.10 m   |
| Saut à la perche     | Mohamed Abdelatif Djadoun (ALG)                                                              | 4.60 m     | Barend Howell (RSA)                                                       | 4.60 m   | Khelil Ben Chehida (TUN)                                                             | 4.20 m   |
| Saut en longueur     | Mohamed Yassine Chaieb (TUN)                                                                 | 7.49 m (w) | Gui Bertrand Boissy (SEN)                                                 | 7.04 m   | Houssem Maalaoui (TUN)                                                               | 6.95 m   |
| Triple saut          | Okba Ramoul (ALG)                                                                            | 15.60 m    | Houssem Maalaoui (TUN)                                                    | 15.34 m  | Chakib Dekhaili (TUN)                                                                | 15.32 m  |
| Lancer du poids      | Mostafa El-Moaty (EGY)                                                                       | 18.26 m    | Donovan Snyman (RSA)                                                      | 17.75 m  | Karim Mohamed Sayed (EGY)                                                            | 17.02 m  |
| Lancer du disque     | Mohamed Wadah Mansour (LBA)                                                                  | 54.52 m    | Michael Fawzy Melad (EGY)                                                 | 52.99 m  | Uwe Sauer (RSA)                                                                      | 52.56 m  |
| Lancer du marteau    | Johan Kruger (RSA)                                                                           | 55.02 m    | Johannes Conradie (RSA)                                                   | 53.36 m  | Helmi Bahri Gafsi (TUN)                                                              | 51.42 m  |
| Lancer du javelot    | John Robert Oosthuizen (RSA)                                                                 | 75.94 m    | Mohamed Ali Kebabou (TUN)                                                 | 63.66 m  | Fakhri Zouaoui (TUN)                                                                 | 63.01 m  |
| Décathlon            | Guillaume Thierry (MRI)                                                                      | 6838 pts   | Mathys De Bruin (RSA)                                                     | 6355 pts | Nabil Ben Abdullah (TUN)                                                             | 5481 pts |